# João Ricardo Riedi
João Ricardo Riedi (* 6. September 1988 in Mariano Moro, RS) ist ein brasilianischer Fußballtorhüter.

## Karriere
João Ricardo begann seine Laufbahn 2008 beim unterklassigen Concórdia AC. Nach mehreren Wechseln, mitunter auch mehrmals im Jahr, kam er 2012 zum Paysandu SC. Bei dem Klub trat er in einem Ligaspiel der Série C an.
2013 kam er zunächst zum Veranópolis ECRC. Mit diesem bestritt er die Campeonato Gaúcho und dem Copa do Brasil. Zum Start des Ligabetriebes wechselte er zum ADRC Icasa in die Série B. Sein erstes Spiel in der Liga bestritt er am 12. Juni 2013 gegen Atlético Goianiense. Am Ende der Saison musste Icasa als 19. der Tabelle in die Série C absteigen. Durch einen Wechsel zum Paraná Clube konnte er in der Série B verbleiben.
Mit Paraná startete João Ricardo in der Saison 2014, kam in allen Wettbewerben aber nicht über die Rolle eines Reservespieler hinaus. Im Laufe der Saison ging der Spieler zum Ligakonkurrenten América Mineiro. Hier konnte er sich als Stammtorhüter durchsetzen. 2015 erreichte América den vierten Tabellenplatz in der Série B und damit die Qualifikation für den Aufstieg in die Série A. Auch in der Liga blieb João Ricardo der Stammtorhüter. Sein erstes Spiel in der Saison bestritt er am 15. Mai 2016. Am Ende der Saison musste América als Tabellenletzter wieder absteigen. In der Série B gelang 2017 der direkte Wiederaufstieg als Meister. João Ricardo bestritt dabei 34 von 38 möglichen Spielen. Nach der Saison 2018 musste América als Tabellenachtzehnter wieder in die Série B absteigen. João Ricardo blieb der Série aber durch einen Wechsel zu Chapecoense erhalten. Die Meisterschaftsrunde 2019 mit Chapecoense verlief wenig erfolgreich. So musste der Klub am Saisonende in die Série B 2020 als 19. in der Tabelle absteigen. Der Klub schaffte als Meister der Série B den direkten Wiederaufstieg in die Série A 2021. João Ricardo stand dabei in allen 38 Spielen im Tor. Nach dem Gewinn des Titels verließ João Ricardo den Klub. Er wechselte zum Ceará SC. Der Vertrag erhielt eine Laufzeit bis Ende 2022. Einem Ligakonkurrenten von Chapecoense in der Série A 2021.
Zur Saison 2023 erhielt der Spieler einen Vertrag beim Fortaleza EC. Der Kontrakt erhielt eine Laufzeit bis Jahresende 2024. Im Juli 2024 wurde sein Kontrakt bis Jahresende 2027 verlängert.

## Erfolge
América
- Campeonato Mineiro: 2016
- Série B: 2017

Chapecoense
- Staatsmeisterschaft von Santa Catarina: 2020
- Série B: 2020

Fortaleza
- Staatsmeisterschaft von Ceará: 2023
- Copa do Nordeste: 2024